# 女性政治家の一覧
女性政治家の一覧（じょせいせいじかのいちらん）は、世界各国の現代の女性政治家一覧である。

## アイルランド
- メアリー・ロビンソン 第7代大統領、元国連人権問題担当高等弁務官
- メアリー・マッカリース 第8代大統領

## アイスランド
- ヨハンナ・シグルザルドッティル 前首相
- ヴィグディス・フィンボガドゥティル 元大統領
- カトリーン・ヤコブスドッティル 前首相
- ハッラ・トーマスドッティル 大統領
- クリストルン・フロスタドッティル 首相

## アメリカ合衆国
- ヒラリー・クリントン 元国務長官
- キャスリーン・セベリウス 元保健福祉長官
- ジャネット・ナポリターノ 元国土安全保障長官
- ナンシー・ペロシ 元下院議長
- パトリシア・ロバーツ・ハリス 住宅都市開発長官・元保健福祉長官
- パティ・マレー 上院仮議長
- サラ・ペイリン 元アラスカ州知事
- リンダ・リングル 元ハワイ州知事
- ジェニファー・グランホルム 前ミシガン州知事
- カーラ・アンダーソン・ヒルズ 元合衆国通商代表
- コンドリーザ・ライス 元国務長官
- マデレーン・オルブライト 元国務長官
- ジャネット・レノ 元司法長官
- アン・ヴェネマン 元農務長官
- イレーン・チャオ 元運輸長官・元労働長官
- ベッツィ・デヴォス 元教育長官
- キルステン・ニールセン 元国土安全保障長官
- ニッキー・ヘイリー 元国際連合大使、元サウスカロライナ州知事
- サラ・ハッカビー・サンダース 元ホワイトハウス報道官
- カマラ・ハリス 第49代アメリカ合衆国副大統領
- ジャネット・イエレン 財務長官
- デブ・ハーランド 内務長官
- ジェニファー・グランホルム エネルギー長官
- キャサリン・タイ 通商代表
- キム・レイノルズ アイオワ州知事

## アルゼンチン
- イサベル・ペロン 第42代大統領
- クリスティーナ・フェルナンデス・デ・キルチネル 第56代大統領、副大統領

## イギリス
- ハリエット・ハーマン 労働党副党首 庶民院院内総務 王璽尚書
- ジャッキー・スミス 内務大臣
- ヘーゼル・ブリアーズ コミュニティー・地方政府大臣
- イヴェット・クーパー 財務省主席担当官
- マーガレット・ベケット 外務・英連邦大臣、環境・食料大臣、住宅担当国務大臣、庶民院院内総務、枢密院議長
- マーガレット・サッチャー 第71代首相
- アイリス・ロビンソン 庶民院議員
- キャサリン・アシュトン 元欧州連合外務・安全保障政策上級代表、貴族院院内総務・枢密院議長
- テリーザ・メイ 第76代首相
- アンドレア・レッドサム 庶民院院内総務・枢密院議長、ビジネス・エネルギー・産業戦略大臣
- ジャスティン・グリーニング 教育大臣、女性・平等担当大臣、国際開発大臣、運輸大臣
- エスター・マクヴェイ 住宅・都市計画担当副大臣、労働・年金大臣
- ペニー・モーダント 庶民院院内総務、枢密院議長、国防大臣、国際開発大臣
- プリティ・パテル 内務大臣、国際開発大臣
- リズ・トラス 第78代首相。外務・英連邦・開発大臣、女性・平等担当大臣、国際貿易大臣、欧州連合離脱担当大臣、司法大臣、大法官、環境・食料・農村地域大臣を歴任。
- テレーズ・コフィー 環境・食料・農村地域大臣、元副首相、保健大臣、労働・年金大臣

## イスラエル
- ツィッピー・リヴニ カディマ党首、外相、司法相
- ゴルダ・メイア 元首相

## イタリア
- スザンナ・アニェッリ 元モンテ・アルジェンターリオ市長、外相
- ロージー・ビンディ 元保健相
- レティツィア・モラッティ 元ミラノ市長
- マリア・エレナ・ボスキ - 下院議員、無任所相。
- シュターッレル・イロナ 元下院議員
- ジョルジャ・メローニ 首相
- エンマ・ボニーノ 元外相、元上院副議長、元欧州委員会委員
- フェデリカ・モゲリーニ 欧州連合外務・安全保障政策上級代表、元外相

## インド
- ソニア・ガンディー インド国民会議総裁
- インディラ・ガンディー 元首相
- プラティバ・パティル 大統領
- ドラウパディ・ムルム 大統領
- スシュマ・スワラージ 元外務大臣
- ニルマラ・シタラマン 財務大臣、元国防大臣

## インドネシア
- メガワティ・スカルノプトリ 前大統領
- スシ・プジアストゥティ 海洋・水産相

## ウクライナ
- ユーリヤ・ティモシェンコ 首相

## エストニア
- ケルスティ・カリユライド 大統領

## オーストラリア
- ジュリア・ギラード 元首相、副首相

## オランダ
- ネリー・クルース 元欧州委員会副委員長、交通大臣

## ガイアナ
- ジャネット・ジェーガン 元大統領

## カナダ
- ジャンヌ・ソーヴェ 第23代カナダ総督
- エイドリアン・クラークソン 第26代カナダ総督
- ミカエル・ジャン 第27代カナダ総督
- キム・キャンベル 第19代カナダ首相
- ジュリー・ペイエット 第29代カナダ総督
- メアリー・サイモン 第30代カナダ総督

## 韓国
- 朴槿恵 前大統領
- 韓明淑 元首相
- 全在姫 元保健福祉部長官 国会議員（ハンナラ党）
- 秋美愛 元法相、国会議員（共に民主党）
- 朴映宣 元非常対策委員長・院内代表（共に民主党）
- 金相姫 元国会副議長

## ギニアビサウ
- カルメン・ペレイラ 元国民議会議長、臨時大統領

## ギリシャ
- ドラ・バコヤンニ 前ギリシャ外相

## ジョージア
- ニノ・ブルジャナゼ 大統領、ジョージア国会議長

## クロアチア
- コリンダ・グラバル＝キタロヴィッチ 大統領

## サントメ・プリンシペ
- マリア・ダス・ネヴェス 前首相

## シンガポール
- ハリマ・ヤコブ 前大統領

## ジャマイカ
- ポーシャ・シンプソン＝ミラー 首相

## スイス
- ミシュリン・カルミー＝レイ 元連邦大統領
- エフェリーネ・ヴィドマー＝シュルンプフ（en） 元連邦大統領、副大統領、財務相、法相
- シモネッタ・ソマルーガ 元連邦大統領、法相

## スペイン
- エスペランサ・アギーレ 元上院議長、元教育・文化・スポーツ大臣、元マドリード州首相
- イネス・アリマーダス・ガルシーア カタルーニャ州議会野党代表
- マヌエラ・カルメーナ・カストリージョ マドリード市長
- マリア・ドローレス・デ・コスペダル・ガルシーア 下院議員、国民党幹事長、元カスティーリャ＝ラ・マンチャ自治州首相
- カルマ・チャコン 下院議員、元国防相
- スサーナ・ディアス・パチェーコ アンダルシーア自治州首相
- ロサ・ディエス 下院議員
- ウシュエ・バルコス ナバーラ自治州首相
- ジョランダ・バルシーナ 元ナバーラ自治州首相
- カルマ・フルカデイ・イ・リュイス カタルーニャ自治州議会議長
- ルイサ・フェルナンダ・ルディ・ウベダ 元スペイン下院議長、サラゴサ市長、アラゴン州首相
- ソラヤ・サエンス・デ・サンタマリーア　元副首相・政府報道官・カタルーニャ自治州首相代行
- カルメン・カルボ 元第一副首相、首相府大臣、男女共同大臣、文化大臣
- ナディア・カルビニョ 第一副首相、経済・デジタル変革大臣
- マリア・ヘスス・モンテロ 財務大臣
- ヨランダ・ディアス 第二副首相、労働・社会経済大臣、下院議員
- テレサ・リベラ 第三副首相、環境移行・人口統計大臣
- アランチャ・ゴンサレス・ラヤ 元外務大臣
- イサベル・セラア 教育・職業訓練大臣、政府報道官
- イレーネ・モンテーロ 男女共生大臣、下院議員
- カロリーナ・ダリアス 保健大臣、地方行政大臣
- レジェス・マロト 産業・通商・観光大臣、下院議員
- マルガリータ・ロブレス 国防大臣、下院議員
- ピラール・リョップ 法務大臣、上院議長

## セントルシア
- パーレット・ルイジー

## スリランカ
- シリマヴォ・バンダラナイケ 元首相
- チャンドリカ・バンダラナイケ・クマラトゥンガ 元大統領

## タイ
- インラック・シナワット 元首相
- ペートンターン・シナワット 首相

## 中華民国
- 蔡英文 元中華民国総統、元民主進歩党主席、元行政院副院長
- 蕭美琴 中華民国副総統、元国家安全会議諮詢委員、元台湾駐米代表
- 呂秀蓮 元中華民国副総統、元民主進歩党代理主席
- 陳菊 監察院院長、元総統府秘書長、元高雄市長、元民主進歩党代理主席
- 葉菊蘭 元総統府秘書長、元交通部長、元行政院副院長、元高雄市代理市長
- 鄭麗君 行政院副院長、元文化部長
- 盧秀燕 台中市長
- 高虹安 新竹市長
- 黄敏恵 嘉義市長
- 蘇治芬 元雲林県長
- 張花冠 元嘉義県長
- 洪秀柱 元立法院副院長

### 立法委員
- 呉思瑶
- 呉沛憶
- 林淑芬
- 蘇巧慧
- 何欣純
- 陳秀宝
- 黄秀芳
- 陳素月
- 王美恵

- 頼恵員
- 陳亭妃
- 林宜瑾
- 邱議瑩
- 林岱樺
- 黄捷
- 陳瑩
- 伍麗華
- 高金素梅

### 元立法委員
- 高嘉瑜
- 頼品妤
- 劉世芳
- 林静儀
- 蔡培慧
- 呂孫綾
- 陳頼素美

- 葉宜津
- 管碧玲
- 陳椒華
- 王婉諭
- 洪慈庸
- カウロ・イユン・パチダル

## 中華人民共和国
- 呉儀 元国務院副総理
- 陳慕華 元中国人民銀行行長
- 宋秀岩 元青海省省長
- 劉延東 元国務院副総理・中国人民政治協商会議副主席
- 孫春蘭 元国務院副総理、元中国共産党中央統一戦線工作部長

## チリ
- ミシェル・バチェレ 前チリ共和国大統領
- カロリーナ・トハ　"民主主義のための政党"党首

## 朝鮮民主主義人民共和国
- 呉春福 保健相
- 金敬姫 元朝鮮労働党軽工業部長・朝鮮労働党中央委員会政治局委員
- 金正任 元朝鮮労働党中央委員会歴史研究所所長
- 金貞淑 朝鮮対外文化連絡協会委員長
- 金正順 元朝鮮民主女性同盟中央委員会委員長
- 金与正 朝鮮労働党組織指導部第1副部長・朝鮮労働党中央委員会政治局委員候補
- 金洛姫 元内閣副総理・朝鮮労働党中央委員会政治局委員候補
- 崔善姫 外務第一次官・朝鮮民主主義人民共和国国務委員会委員
- 張春実 朝鮮社会主義女性同盟中央委員会委員長・最高人民会議常任委員会委員
- 朴正愛 元朝鮮民主女性同盟中央委員会委員長・朝鮮労働党中央委員会副委員長・最高人民会議常任委員会副委員長
- 朴明順 朝鮮労働党軽工業部長・朝鮮労働党中央検査委員会副委員長・朝鮮労働党中央委員会政治局委員候補
- 韓光福 元朝鮮労働党科学教育部長・内閣副総理・電子工業相
- 黄順姫 元朝鮮労働党中央委員会委員候補
- 許貞淑 元祖国統一民主主義戦線書記長・文化宣伝相
- 洪仙玉 朝鮮対外文化連絡協会副委員長・ 最高人民会議常任委員会書記長・最高人民会議副議長
- 呂鴛九 元祖国統一民主主義戦線議長・最高人民会議副議長
- 李降仙 日用品工業相
- 柳美英 元天道教青友党委員長
- 盧成実 元朝鮮民主女性同盟中央委員会委員長
- 高明姫 元朝鮮労働党中央検査委員会委員、平安南道農村経理委員会委員長、青山里共同農場管理委員会委員長

## ドイツ
- アンゲラ・メルケル 前連邦首相
- ザビーネ・ベルクマン＝ポール 前ドイツ民主共和国人民議会議長
- アンネッテ・シャーヴァン 元連邦教育・研究相
- ブリギッテ・ツィプリース 元連邦経済・エネルギー相、元司法相
- ウルズラ・フォン・デア・ライエン 欧州委員会委員長、元国防相
- ザビーネ・ロイトホイサー・シュナレンベルガー 元司法相
- アンドレア・ナーレス 社会民主党党首
- カタリナ・バーリー 元司法相
- マヌエラ・シュヴェーズィヒ メクレンブルク＝フォアポンメルン州首相
- ユリア・クレックナー 元連邦食料・農業相
- カトヤ・キッピング 左翼党共同党首
- ウラ・シュミット 元保健相、連邦議会 (ドイツ)副議長
- アンナレーナ・ベアボック 外相、同盟90/緑の党共同党首

## トルコ
- タンス・チルレル 元首相
- ネズィヘ・ムヒッディン トルコ共和国最初の女性政党を求めて闘った活動家

## ニカラグア
- ビオレタ・チャモロ 元大統領

## 日本

### 内閣
- 阿部俊子：文部科学大臣
- 三原じゅん子：内閣府特命担当大臣（こども政策 | 少子化対策 | 若者活躍 | 男女共同参画 | 共生・共助）

### 政党役員
- 立憲民主党

西村智奈美：幹事長 → 代表代行（2022）
辻元清美：代表代行
牧山弘恵：常任幹事会議長
- 公明党

古屋範子：副代表
- 国民民主党

舟山康江：参議院会長
- 日本共産党

田村智子：委員長
倉林明子：副委員長
- れいわ新選組

櫛渕万里：共同代表
大石晃子：共同代表兼政策審議会長
木村英子：副代表
- 社会民主党

福島瑞穂：党首
- 地域政党京都党

江村理紗：代表(京都市会議員)
森かれん：政務調査会長(京都市会議員)
- 地域政党自由を守る会

上田令子：代表(東京都議会議員)

### 衆議院議員
- 阿部俊子
- 阿部知子
- 池田真紀
- 石川香織
- 稲田朋美
- 浮島智子
- 英利アルフィヤ
- 大石晃子
- 大河原雅子
- 岡本章子
- 尾辻かな子
- 小渕優子

- 尾身朝子
- 加藤鮎子
- 金子恵美
- 鎌田さゆり
- 上川陽子
- 亀井亜紀子
- 菊田真紀子
- 国光文乃
- 小宮山泰子

- 鈴木貴子
- 高市早苗
- 高木美智代
- 高橋千鶴子
- 高橋比奈子
- 土屋品子
- 渡嘉敷奈緒美
- 永岡桂子

- 西岡秀子
- 西村智奈美
- 野田聖子
- 畑野君枝
- 林佑美
- 古屋範子
- 堀内詔子
- 牧島かれん
- 松島みどり
- 本村伸子

- 森夏枝
- 山川百合子
- 山田美樹
- 山本和嘉子
- 早稲田夕季
- 鰐淵洋子

### 参議院議員
- 青木愛
- 有村治子
- 石井苗子
- 石垣のりこ
- 伊藤孝恵
- 伊藤孝江
- 糸数慶子
- 猪口邦子
- 今井絵理子
- 岩渕友
- 上野通子
- 打越さく良
- 梅村みずほ
- 太田房江[注 1]

- 小野田紀美
- 片山さつき
- 嘉田由紀子
- 紙智子
- 神本美恵子
- 岸真紀子
- 木村英子
- 吉良佳子
- 倉林明子
- 佐々木さやか
- 山東昭子
- 塩村文夏
- 自見英子
- 白坂亜紀
- 高木佳保里

- 高瀬弘美
- 高橋はるみ
- 田島麻衣子
- 田名部匡代
- 竹谷とし子
- 田村智子
- 田村麻美
- 辻元清美
- 寺田静
- 徳永エリ
- 永江孝子
- 橋本聖子
- 比嘉奈津美
- 平山佐知子
- 福島瑞穂
- 舟山康江
- 本田顕子
- 牧山弘恵
- 松川るい
- 丸川珠代

- 三原じゅん子
- 宮口治子
- 宮沢由佳
- 森雅子
- 森裕子
- 矢田稚子
- 山谷えり子
- 山本香苗
- 吉川有美
- 吉川沙織
- 蓮舫

### 都道府県知事
- 吉村美栄子 (山形県知事)
- 小池百合子 (東京都知事)

### 主な市区町村長
- 佐藤ひさ子（北海道留寿都村長）
- 山崎結子（青森県外ヶ浜町長）
- 郡和子 (宮城県仙台市長)
- 川俣純子（栃木県那須烏山市長）
- 真瀬宏子（栃木県野木町長）
- 茂木英子 (群馬県安中市長)
- 安藤真理子 (茨城県土浦市長)
- 柴﨑光子（埼玉県和光市長）
- 山川百合子（埼玉県草加市長）
- 大澤タキ江 (埼玉県長瀞町長)
- 石井宏子 (千葉県君津市長)
- 芝田裕美（千葉県鎌ケ谷市長）
- 佐藤弥斗（神奈川県座間市長）
- 村田邦子 (神奈川県中郡二宮町長)
- 近藤弥生 (東京都足立区長)
- 森沢恭子（東京都品川区長）
- 大久保朋果（東京都江東区長）
- 松下玲子（東京都武蔵野市長）
- 小林洋子（東京都小平市長）
- 藤田明美（新潟県加茂市長）
- 桑原悠（新潟県津南町長）

- 金子ゆかり (長野県諏訪市長)
- 染谷絹代 (静岡県島田市長)
- 後藤友紀（岐阜県岐南町長）
- 小池友妃子（愛知県碧南市長）
- 石川智子（愛知県知立市長）
- 佐藤有美（愛知県長久手市長）
- 石山志保 (福井県大野市長)
- 末松則子 (三重県鈴鹿市長)
- 籔内美和子（和歌山県美浜町長）
- 松村淳子（京都府宇治市長）
- 河井規子 (京都府木津川市長)
- 瀧澤智子（大阪府池田市長）
- 伊藤舞（兵庫県芦屋市長）
- 清水ひろ子（兵庫県播磨町長）
- 伊東香織 (岡山県倉敷市長)
- 福本まり子 (鳥取県琴浦町長）
- 藤井律子（山口県周南市長）
- 高井美穂 (徳島県三好市長)
- 池田牧子 (高知県いの町長)
- 伊豆美沙子（福岡県宗像市長）
- 冨高国子（大分県佐伯市長）

### 主な地方議会議員
- 真下紀子 (北海道議会議員)
- 渕上綾子（北海道議会議員）
- 大越農子（北海道議会議員）
- 小林千代美 (北海道千歳市議会議員、元衆議院議員)
- 藤川優里 (青森県八戸市議会議員)
- 久保百恵 (青森県八戸市議会議員)
- 千葉絢子 (岩手県議会議員)
- 熊坂伸子（岩手県宮古市議会議員）
- 鈴木浩子 (千葉県議会議員、元船橋市議会議員)
- 滑川友理（茨城県水戸市議会議員）
- 上田令子 (東京都議会議員)
- 龍円愛梨 (東京都議会議員)
- 依田花蓮（新宿区議会議員）
- 三次由梨香 (江東区議会議員)
- 松浦芳子 (杉並区議会議員)

- 上川あや (世田谷区議会議員)
- 橋本侑樹 (渋谷区議会議員)
- 倉田麗華 (練馬区議会議員)
- 朝木直子 (東京都東村山市議会議員)
- 石井めぐみ (東京都国立市議会議員)
- 佐々木志津子 (新潟県見附市議会議員)
- 田中美絵子（石川県金沢市議会議員、元衆議院議員）
- 佐々木理江 (大阪市会議員)
- 小原舞（京都府議会議員、元衆議院議員）
- 中島香織 (兵庫県議会議員、元芦屋市議会議員)
- 上原みなみ (神戸市会議員)
- 松野明美 (熊本県議会議員)
- 志摩れい子 (鹿児島市議会議員、元鹿児島県議会議員)

### 非現職
国会議員・大臣
- 相原久美子（元参議院議員）
- 相原史乃 (元衆議院議員)
- 赤松良子 (元文部大臣)
- 池内沙織 (元衆議院議員)
- 池坊保子 (元衆議院議員)
- 石井道子 (元環境庁長官)
- 石井みどり (元参議院議員)
- 石毛鍈子 (元衆議院議員)
- 石本茂 (元環境庁長官)
- 磯谷香代子 (元衆議院議員)
- 市川房枝 (元参議院議員)
- 井戸正枝 (元衆議院議員)
- 井脇ノブ子 (元衆議院議員)
- 上西小百合 (元衆議院議員)
- 梅村早江子 (元衆議院議員)
- 植松恵美子 (前参議院議員)
- 江端貴子 (元衆議院議員)
- 扇千景 (前参議院議長、元国土交通大臣)
- 大石尚子 (前参議院議員)
- 大泉博子 (元衆議院議員)
- 大久保三代 (元衆議院議員)
- 大沢辰美 (元参議院議員)
- 太田和美 (元衆議院議員)
- 大田弘子 (元経済財政政策担当大臣)
- 大沼瑞穂 (元参議院議員)
- 岡崎トミ子 (元国家公安委員会委員長)
- 岡本英子 (元衆議院議員)
- 小野清子 (元国家公安委員会委員長)
- 笠原多見子 (元衆議院議員)
- 加藤シヅエ (元参議院議員)
- 金子めぐみ (元衆議院議員)
- 川口順子 (元外務大臣、元環境大臣)
- 菅野佐智子 (元衆議院議員)
- 京野公子 (元衆議院議員)
- 櫛渕万里 (元衆議院議員)
- 工藤仁美 (元衆議院議員)
- 久保田真苗 (元経済企画庁長官)
- 行田邦子 (元参議院議員)
- 小林正枝 (元衆議院議員)
- 小林政子 (元衆議院議員)
- 小宮山洋子 (元厚生労働大臣)
- 近藤鶴代 (元科学技術庁長官)
- 近藤三津枝 (元衆議院議員)
- 斉藤和子 (元衆議院議員)
- 佐藤夕子 (元衆議院議員)
- 佐藤ゆかり（元衆議院議員）
- 篠崎年子 (元参議院議員)
- 島尻安伊子 (元参議院議員)
- 島田智哉子 (元参議院議員)
- 清水嘉与子 (元環境庁長官)
- 杉田水脈 (元衆議院議員)
- 高橋美穂 (元衆議院議員)
- 高原須美子 (元経済企画庁長官)
- 田中真紀子 (元文部科学大臣、元外務大臣、元科学技術庁長官)
- 田中美絵子 (元衆議院議員)
- 谷岡郁子 (元参議院議員、元みどりの風代表)
- 谷亮子 (元参議院議員)
- 玉木朝子 (元衆議院議員)
- 知久馬二三子 (元衆議院議員)
- 千葉景子 (元法務大臣)
- 土井たか子 (元社会民主党党首、元衆議院議長)
- 遠山敦子 (元文部科学大臣)
- 豊田真由子 (元衆議院議員)
- 長尾立子 (元法務大臣)
- 中川郁子 (元衆議院議員)
- 仲野博子 (元衆議院議員)
- 中野渡詔子 (元衆議院議員)
- 中林美恵子 (元衆議院議員)
- 中山千夏 (元参議院議員)
- 中山マサ (元厚生大臣) ※日本初の女性大臣
- 南野知恵子 (元法務大臣)
- 西川京子 (元衆議院議員)
- 西村正美 (元参議院議員)
- はたともこ (元参議院議員)
- 八田広子 (元参議院議員)
- 浜四津敏子 (元公明党代表代行、元環境庁長官)
- 早川久美子 (元衆議院議員)
- 林久美子 (元参議院議員)
- 比嘉奈津美 (元衆議院議員)
- 姫井由美子 (元参議院議員)
- 広中和歌子 (元環境庁長官)
- 福田衣里子 (元衆議院議員)
- 藤田一枝 (元衆議院議員)
- 藤田スミ (元衆議院議員)
- 藤野真紀子 (前衆議院議員)
- 前川恵 (元衆議院議員)
- 松あきら (前参議院議員)
- 三重野栄子 (元参議院議員)
- 三木圭恵 (元衆議院議員)
- 宮川典子（元衆議院議員）
- 三宅雪子 (前衆議院議員)
- 室井秀子 (元衆議院議員)
- 森山眞弓 (元法務大臣、元文部大臣、元内閣官房長官、元環境庁長官)
- 薬師寺道代 (元参議院議員)
- 安井美沙子 (元参議院議員)
- 山尾志桜里（元衆議院議員）
- 山口シヅエ (元衆議院議員)
- 山口淑子 (元参議院議員)
- 山崎摩耶 (元衆議院議員)
- 和嶋未希 (元衆議院議員)

その他
- 赤坂マリア（元京都府亀岡市議会議員）
- 朝木明代 (元東京都東村山市議会議員)
- 池田一二三 (元岡山県新見市長)
- 伊藤良夏 (元大阪市会議員)
- 稲村和美 (元兵庫県尼崎市長)
- 大藏律子（元神奈川県平塚市長）
- 大崎誠子 (元北海道議会議員)
- 太田貴美 (元京都府与謝野町長、元野田川町長)
- 大平悦子 (元新潟県魚沼市長)
- 小田木真代 (元茨城県高萩市長)
- 小野登志子 (元静岡県伊豆の国市長)
- 加藤麻衣（元岩手県盛岡市議会議員）
- 河井案里 (元広島県議会議員)
- 川野恵子（元北海道東神楽町長）
- 北村春江 (元兵庫県芦屋市長)
- 木村弥生（元東京都江東区長、元衆議院議員）
- 清原慶子 (元東京都三鷹市長）
- 久保田后子 (元山口県宇部市長)
- 越直美 (元滋賀県大津市長)
- 小林由佳 (元堺市議会議員)
- 斉藤里恵 (元北区議会議員)
- 佐藤梓 (元東京都八王子市議会議員)
- 澤光代（元神奈川県逗子市長）
- 潮谷義子 (元熊本県知事)
- 執印テル (元鹿児島市議会議員)
- 城間幹子（元沖縄県那覇市長）
- 田村みさ子（元東京都日の出町長）
- 堂本暁子 (元千葉県知事)
- 東門美津子 (元沖縄市長、元衆議院議員)
- 内藤佐和子（元徳島県徳島市長）
- 中尾郁子 (元長崎県五島市長)
- 中川智子 (元兵庫県宝塚市長)
- 長塚幾子 (元神奈川県伊勢原市長)
- 中山弘子 (元新宿区長)
- 林文子 (元神奈川県横浜市長)
- 樋口曉子（元埼玉県蓮田市長）
- 野名澄代 (元三重県大王町長)
- 長谷川典子（元茨城県常総市長）
- 前田清子（元滋賀県五個荘町長）
- 松野友 (元岐阜県穂積町長)
- 三井マリ子 (元東京都議会議員)
- 宮原美佐子 (元埼玉県川口市議会議員)
- 山加朱美 (元東京都議会議員)
- 山口たか (元札幌市議会議員)
- 山崎晴恵 (元兵庫県宝塚市長)
- 吉廣啓子 (元福岡県苅田町長)
- 渡口初美 (元那覇市議会議員)
- 渡辺英子 (元山梨県北杜市長)

## ニュージーランド
- ヘレン・クラーク 元首相
- ジェニー・シップリー 元首相
- シルヴィア・カートライト 元ニュージーランド総督
- ジャシンダ・アーダーン 前首相

## ノルウェー
- グロ・ハーレム・ブルントラント WHO事務局長、元首相
- エルナ・ソルベルグ 前首相
- クリスティン・ハルヴォルセン 元財務相、社会主義左翼党 (ノルウェー)党首

## パキスタン
- ベナジル・ブット 元首相、パキスタン人民党元党首

## バハマ
- アイヴィー・リオーナ・ダモント 元総督

## パナマ
- ミレヤ・モスコソ 元大統領

## バングラデシュ
- シェイク・ハシナ 前首相
- カレダ・ジア 前首相

## フィリピン
- グロリア・アロヨ 元大統領
- コラソン・アキノ 元大統領

## フィンランド
- アンネリ・ヤーテンマキ 元首相
- タルヤ・ハロネン 前大統領
- サンナ・マリン首相

## フランス
- マルティーヌ・オブリー 前社会党第一書記
- シモーヌ・ヴェイユ 元欧州議会議長
- エディット・クレッソン 元首相
- セゴレーヌ・ロワイヤル 元エネルギー大臣、元環境大臣、元ポワトゥー＝シャラント地域圏知事、元大統領候補
- クリスティーヌ・ラガルド 国際通貨基金（IMF）専務理事・元財務大臣
- セシル・デュフロ 元ヨーロッパ・エコロジー＝緑の党書記長、元住宅大臣
- ミシェル・アリヨ＝マリー 元司法大臣・元外務大臣・元内務大臣・元国防大臣
- ニコル・フォンテーヌ 元欧州議会議長
- ラシダ・ダティ 元司法大臣
- クリスチャーヌ・トビラ 元司法大臣
- フルール・ペルラン 元文化・通信大臣
- オレリー・フィリペティ 元文化・通信大臣
- ナジャット・ヴァロー＝ベルカセム 元教育大臣、元政府報道官
- オードレ・アズレ 元文化大臣、国際連合教育科学文化機関事務局長
- シルヴィー・グラール 元国防・軍事大臣
- フロランス・パルリ 元軍事大臣
- エリザベット・ボルヌ 首相、元労働大臣・元環境連帯移行大臣・元交通担当大臣
- カトリーヌ・コロナ ヨーロッパ・外務大臣

## ベトナム
- ダン・ティ・ゴック・ティン 元国家副主席、国家主席代行
- グエン・ティ・ビン 元国家副主席
- グエン・ティ・キム・ガン 元国会議長
- ヴォ・ティ・アイン・スアン 国家副主席、国家主席代行

## ベネズエラ
- イレーネ・サエス（en） 元エスパルタ州知事。1981年度ミス・ユニヴァースタイトル保持者。

## ペルー
- ディナ・ボルアルテ 大統領

## ポーランド
- ハンナ・スホツカ 元首相

## ボリビア
- リディア・ゲイレル・テハダ 元大統領
- ヘアニネ・アニェス 元大統領

## ポルトガル
- マリア・デ・ルルデス・ピンタシルゴ 元首相
- マヌエラ・フェレイラ・レイテ。PSD（社会民主党）党首

## ホンジュラス
- シオマラ・カストロ 大統領

## マルタ
- アガサ・バーバラ 元大統領

## メキシコ
- クラウディア・シェインバウム 大統領
- イフィゲニア・マルティネス・イ・エルナンデス 下院議長

## 南アフリカ
- プムズィレ・ムランボ＝ヌクカ UNウィメン事務局長、元副大統領
- ヘレン・ツィレ 元民主同盟党首、西ケープ州首相、元ケープタウン市長

## モザンビーク
- ルイサ・ディアス・ディオゴ 元首相

## モルドバ
- マイア・サンドゥ 大統領
- ナタリア・ガブリリツァ 前首相

## ラオス
- パニー・ヤートートゥー 国家副主席、元国民議会議長

## ラトビア
- ヴァイラ・ヴィーチェ＝フレイベルガ 元大統領

## リベリア
- エレン・ジョンソン・サーリーフ 元大統領

## ルーマニア
- アナ・パウケル（en）

## ロシア
- イリーナ・ムツオヴナ・ハカマダ 元下院議員
- タチアナ・ゴリコワ 会計検査院議長、元保健大臣
- ワレンチナ・マトヴィエンコ 上院議長
- オリガ・ゴロジェツ 元副首相
- ヴェロニカ・スクヴォルツォワ 元保健大臣
- ナタリア・ポクロンスカヤ 国家院議員、元クリミア自治共和国検事総長

## デンマーク
- メッテ・フレデリクセン首相
- ヘレ・トーニング＝シュミット元首相